# Enfield (Maine)
Enfield ist eine Town im Penobscot County des Bundesstaates Maine in den Vereinigten Staaten. Im Jahr 2020 lebten dort 1435 Einwohner in 891 Haushalten auf einer Fläche von 85,47 km².

## Geografie
Nach dem United States Census Bureau hat Enfield eine Gesamtfläche von 85,47 km², von der 71,85 km² Land sind und 13,62 km² aus Gewässern bestehen.

### Geografische Lage
Enfield liegt zentral im Penobscot County. Die westliche Begrenzung des Gebietes bildet der in südliche Richtung fließende Penobscot River. Der östliche Teil wird vom Cold Stream Pond eingenommen. Die Oberfläche ist eben, einzig im Nordosten erhebt sich der 161 m hohe Grays Hill.

### Nachbargemeinden
Alle Entfernungen sind als Luftlinien zwischen den offiziellen Koordinaten der Orte aus der Volkszählung 2010 angegeben.
- Norden: Lincoln, 13,7 km
- Osten: Lowell, 9,8 km
- Süden: Passadumkeag, 10,2 km
- Westen: Howland, 10,6 km

### Stadtgliederung
In Enfield gibt es fünf Siedlungsgebiete: East Howland, Enfield, Enfield Station, Treat's Mills und West Enfield.

### Klima
Die mittlere Durchschnittstemperatur in Enfield liegt zwischen −9,4 °C (15 °F) im Januar und 20,6 °C (69 °F) im Juli. Damit ist der Ort gegenüber dem langjährigen Mittel der USA um etwa 9 Grad kühler. Die Schneefälle zwischen Oktober und Mai liegen mit bis zu zweieinhalb Metern mehr als doppelt so hoch wie die mittlere Schneehöhe in den USA; die tägliche Sonnenscheindauer liegt am unteren Rand des Wertespektrums der USA.

## Geschichte
Die Besiedlung in Enfield begann um 1820. Zunächst wurde das Gebiet Cold Stream genannt. Als Town wurde Enfield am 31. Januar 1835 organisiert.
Zuvor wurde das Gebiet auch als River Township No. 1 (“belonging to the First Range”) and Treat’s Tract oder Cold Stream bezeichnet.
Um Enfield mit Howland zu verbinden, wurde im Jahr 1869 die Bahnstrecke Enfield–Howland eröffnet. Sie wurde 1963 stillgelegt und abgebaut, heute ist sie ein Wanderweg. Enfield wird von der Bahnstrecke Bangor–Vanceboro erschlossen.

### Einwohnerentwicklung
| Volkszählungsergebnisse – Town of Enfield, Maine | Volkszählungsergebnisse – Town of Enfield, Maine | Volkszählungsergebnisse – Town of Enfield, Maine | Volkszählungsergebnisse – Town of Enfield, Maine | Volkszählungsergebnisse – Town of Enfield, Maine | Volkszählungsergebnisse – Town of Enfield, Maine | Volkszählungsergebnisse – Town of Enfield, Maine | Volkszählungsergebnisse – Town of Enfield, Maine | Volkszählungsergebnisse – Town of Enfield, Maine | Volkszählungsergebnisse – Town of Enfield, Maine | Volkszählungsergebnisse – Town of Enfield, Maine |
| Jahr                                             | 1800                                             | 1810                                             | 1820                                             | 1830                                             | 1840                                             | 1850                                             | 1860                                             | 1870                                             | 1880                                             | 1890                                             |
| ------------------------------------------------ | ------------------------------------------------ | ------------------------------------------------ | ------------------------------------------------ | ------------------------------------------------ | ------------------------------------------------ | ------------------------------------------------ | ------------------------------------------------ | ------------------------------------------------ | ------------------------------------------------ | ------------------------------------------------ |
| Einwohner                                        |                                                  |                                                  |                                                  |                                                  | 346                                              | 396                                              | 526                                              | 545                                              | 489                                              | 769                                              |
| Jahr                                             | 1900                                             | 1910                                             | 1920                                             | 1930                                             | 1940                                             | 1950                                             | 1960                                             | 1970                                             | 1980                                             | 1990                                             |
| Einwohner                                        | 1062                                             | 970                                              | 1041                                             | 1138                                             | 979                                              | 1196                                             | 1098                                             | 1148                                             | 1397                                             | 1476                                             |
| Jahr                                             | 2000                                             | 2010                                             | 2020                                             | 2030                                             | 2040                                             | 2050                                             | 2060                                             | 2070                                             | 2080                                             | 2090                                             |
| Einwohner                                        | 1616                                             | 1607                                             | 1435                                             |                                                  |                                                  |                                                  |                                                  |                                                  |                                                  |                                                  |

## Wirtschaft und Infrastruktur

### Verkehr
Der U.S. Highway 2 verläuft in nordsüdlicher Richtung parallel zum Penobscot River entlang der westlichen Grenze der Town. Die Main State Route 155 führt aus Howland kommend in östlicher Richtung bis zum Cold Stream Pond und dem Village Enfield. Dort schwenkt sie in nördliche Richtung und an dieser Stelle zweigt in südliche Richtung die Main State Route 188 ab.

### Öffentliche Einrichtungen
In Enfield gibt es keine medizinischen Einrichtungen oder Krankenhäuser. Nächstgelegene Einrichtungen für die Bewohner von Enfield befinden sich in Howland.
In Enfield befindet sich die Cole Memorial Library in der Hammett Road.

### Bildung
Enfield gehört mit Burlington, Lowell, Edinburg, Enfield, Howland, Maxfield, Passadumkeag und Seboeis zum School Administrative Unit 31. Im Schulbezirk stehen folgende Schulen zur Verfügung:
- Penobscot Valley High School in Howland, mit Schulklassen vom 9. bis zum 12. Schuljahr
- Hichborn Middle School in Howland, mit Schulklassen vom 6. bis zum 8. Schuljahr
- Enfield Station School in Enfield, mit Schulklassen von Pre-Kindergarten bis zum 5. Schuljahr